# Hans Multscher

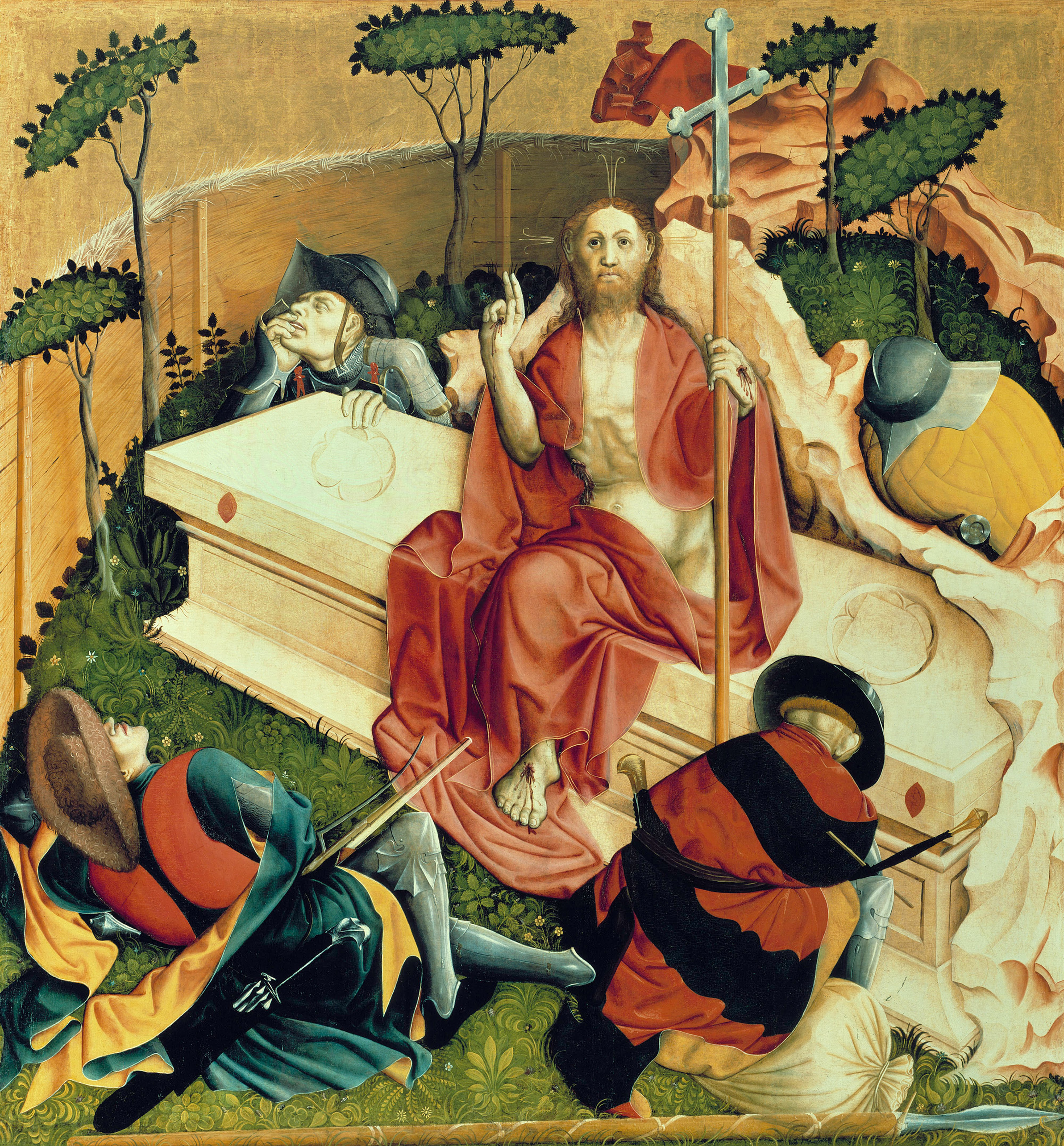
Zmartwychwstanie - fragment Ołtarza z Wurzach, ok. 1430. Berlin, Gemäldegalerie

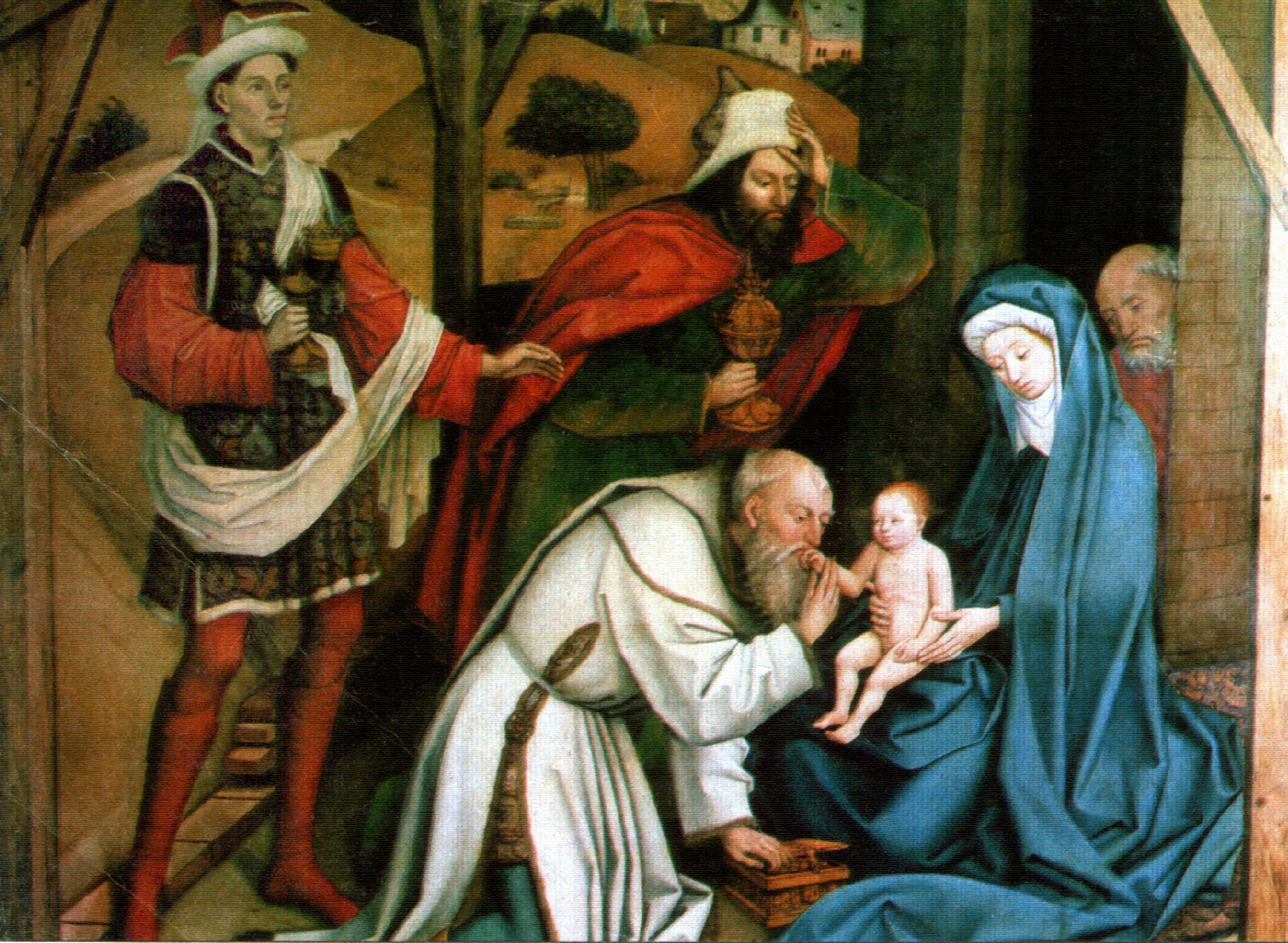
Pokłon Trzech Króli - fragment ołtarza ze Sterzingu

Hans Multscher (ur. ok. 1400 w Reichenhofen, ob. dzielnica Leutkirch im Allgäu, zm. w 1467 w Ulm) – malarz i rzeźbiarz niemiecki doby gotyku, jeden z pierwszych przedstawicieli realizmu, znanego także w literaturze jako styl łamany. 
Nie wiadomo nic o młodości Hansa Multschera (nie zachowały się żadne informacje źródłowe na ten temat). Przypuszcza się, że odbył wędrówkę po Niderlandach i Burgundii, gdzie poznał twórczość Clausa Slutera. W 1427 przyjął prawa miejskie Ulm, z którym był związany do końca życia i w którym zyskał wielką sławę. Przywileje nadane mu przez rajców zwalniały go od płacenia podatków miastu; ponadto nadano mu status wolnego artysty niezależnego od cechu. Artysta prowadził w Ulm aktywny warsztat, który wywarł silny wpływ na znaczenie Ulm jako wielkiego ośrodka artystycznego sztuki późnogotyckiej w dobie XV i początku XVI stulecia. 
Hans Multscher równocześnie uprawiał rzeźbę i malarstwo. Początkowo opierał się na kanonach gotyku międzynarodowego, jednakże rzeźbiąc w 1430 niewielki alabastrowy relief z przedstawieniem Trójcy Świętej i aniołem (obecnie w Liebigshaus we Frankfurcie nad Menem) porzucił idealizm na rzecz naturalnego postrzegania postaci. Odtąd zmierzał do surowego realizmu, nie stroniącej od ukazywania brzydoty postaci. W ostatnich dziełach artysta zmierzał do łagodniejszego realizmu opartego na spokojniejszej kompozycji. Wykonywał dzieła malarstwa tablicowego i rzeźby architektonicznej, sepulkralnej, ołtarzowej oraz pojedyncze figury, głównie z kamienia i alabastru, a także dzieła snycerskie. 
W 1420 roku wykonał figurę Chrystusa Boleściwego w zachodnim portalu Ulmer Münster, ponadto w tej świątyni w 1433 wykonał niszę wotywną Karola Karga, znajdującą się w nawie południowej (znacznie zniszczona w 1531 w wyniku działań ikonoklastycznych w dobie reformacji). Na rok 1453 datuje się wykonanie płyty grobowej dla Ludwika Brodatego z domu Wittelsbachów (Monachium, Bayerisches Nationalmuseum). Z innych dzieł m.in. figury św. Barbary i Marii Magdaleny z Rottweil. Plastykę drewnianą reprezentują figury ołtarza z kościoła farnego w Sterzingu przedstawiające świętych Jerzego oraz Urszulę i Apolonię (1456-58), a ponadto figura Marii z Landsberg am Lech (1437). Z malarskiego oeuvre zachował się zespół ośmiu kwater ołtarzowych tworzących dwa skrzydła retabulum ołtarza w Bad Wurzach. Multscher ukazał w nich cykl wątków z życia Marii oraz Pasję Chrystusa.